# ゴラン (旧約聖書)
ゴラン(英語:Golan)は、旧約聖書に登場する町の名前である。古代では、エモリ人オグの領土であった。イスラエルのカナン征服の後には、バシャン地方のマナセ族の相続地の一つとなった。後に、レビ族の支族ゲルション族に与えられた「レビ族の町」の一つであり、モーセによって、「殺人者の逃れの町」の一つに選ばれていた。
正確な場所は不明であるが、エウセビオスが言及しているガウランはゴランに当たると考えられている。現在のサヘム・エ・ジョラーンにあたると考えられている。